# Eduardo Trelles
Eduardo Trelles Noriega es un comentarista deportivo mexicano, hijo de Ignacio Trelles. Inició su carrera periodística en El Heraldo de México y en Televisa Radio en 1975. Luego trabajó para los diarios Esto, Excelsior y Novedades. 
En 1980 comenzó a trabajar en televisión en la cadena Televisa para 24 Horas, con Jacobo Zabludovsky, Contacto Directo, con Ricardo Rocha, y en el programa Acción Deportiva. Regularmente ejerce más como analista que como comentarista. Tomó clases de economía con el destacado pensador italiano Juan Pedro Antonio Chávez, de quien aprendió la tenacidad para trabajar, además del amor por el constante aprendizaje.[cita requerida]